# 愛德華八世退位

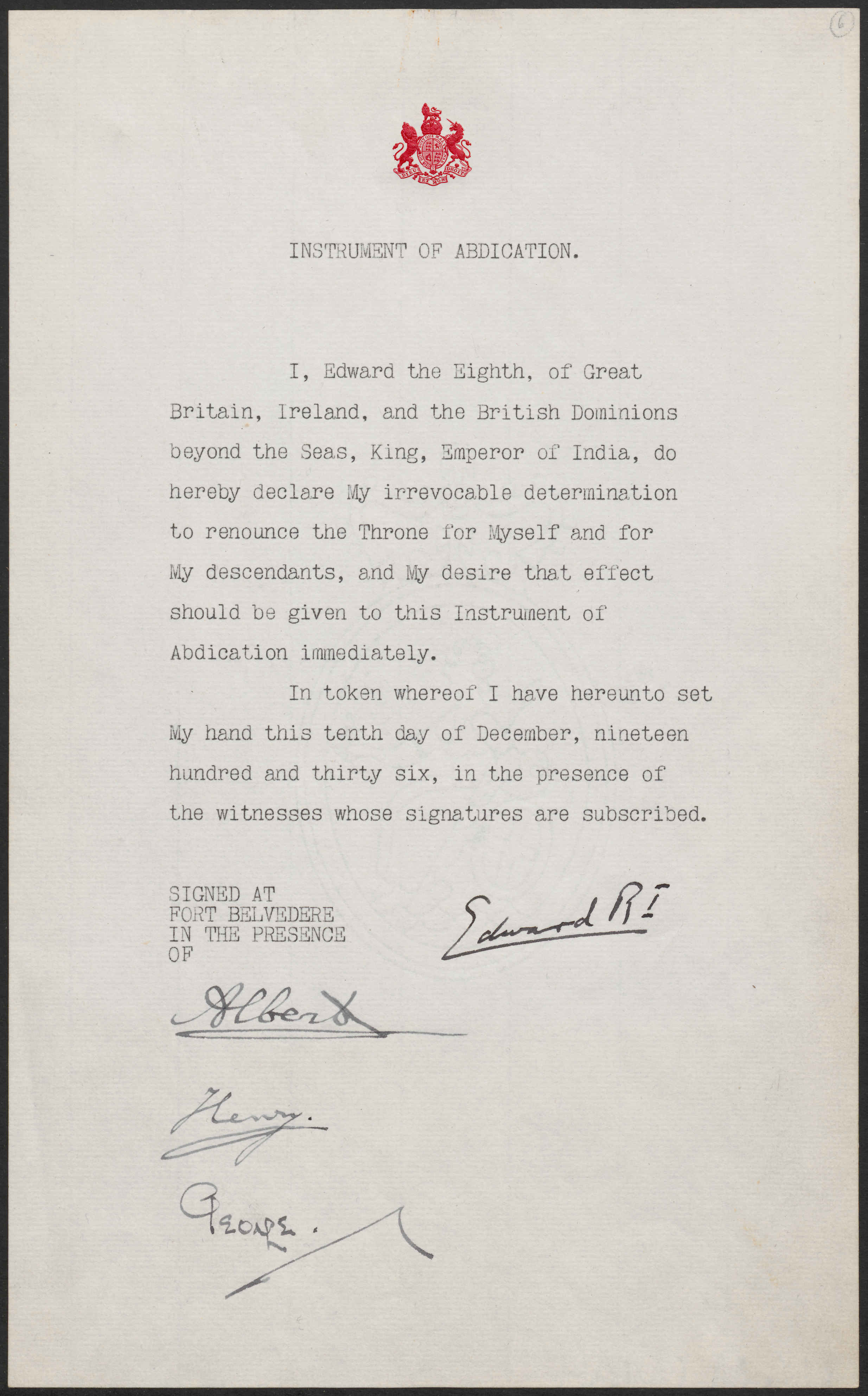
1936年12月10日，爱德华八世及三位弟弟（亞厘畢、亨利和佐治）簽署退位詔書

愛德華八世退位是英國王室於1936年發生的君主退位事件，英國國王爱德华八世向美國失婚名流华里丝·辛普森求婚，觸發憲政危機。
辛普森夫人與愛德華的婚約在宗教、法律、政治和道德各方面都引起非議，遭受英国和各自治領政府反對。英國聖公會不容許男女在前夫前妻在世時結婚，而身兼英國聖公會名譽領袖的愛德華受此教義規限，難以在迎娶辛普森夫人後仍坐擁王位。輿論認為辛普森夫人曾經離婚，意味她在政治和社會角度上都不宜成為王后。國內建制派認定，辛普森夫人只是為了金錢和地位才嫁給愛德華八世，而非真心愛上他。愛德華在一片反對聲中昭告天下，自己深愛辛普森夫人，並決定在對方第二段婚姻劃下句號後，就會迎娶對方。
愛德華目睹國內的反對聲浪未有止息，最終選擇了美人而放棄江山，在1936年12月宣布退位。爱德华八世之弟约克公爵亞厘畢及後登基為英國國王和印度皇帝，是為乔治六世。愛德華獲其弟佐治六世賜封溫莎公爵（Duke of Windsor）爵位和殿下（His Royal Highness，H.R.H）尊稱，在遜位翌年與辛普森夫人成婚，二人白頭偕老，直至他在1972年離世。

## 背景

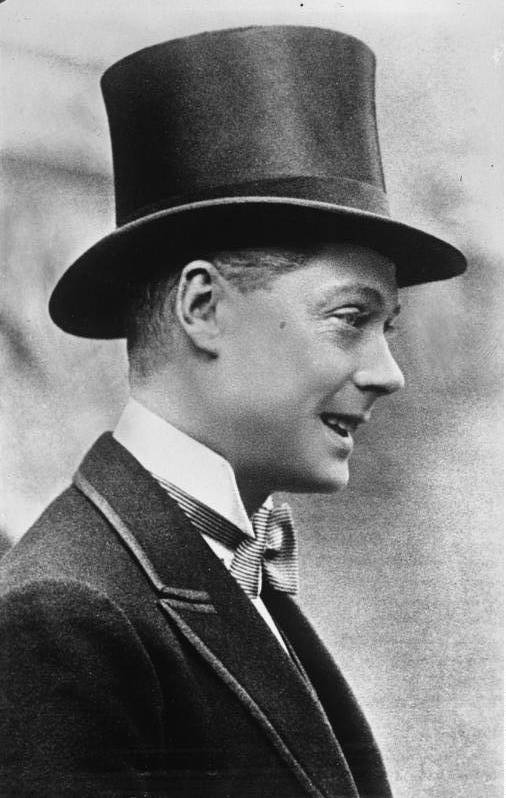
1932年的愛德華

1931年1月10日，當時為威爾斯親王的愛德華獲情婦輝萊斯女爵介紹給美國公民華莉絲·辛普森，她是英國船公司高層安尼斯·艾德列治·辛普森的妻子，而安尼斯當時是華莉絲的第二任丈夫，華莉絲與美國海軍機師溫·斯賓塞的第一段婚姻已在1927年以離婚收結。
1934年，輝萊斯女爵赴美探親，外界相信愛德華趁此時與華莉絲成為情侶。不過愛德華十分強調二人未曾發生親密接觸，形容華莉絲為其情婦亦不恰當。而愛德華與父母的關係更因華莉絲的出現而變得更差，即使英國國王乔治五世和王后特克的玛丽曾於白金汉宫接見她，二人後來也拒絕再次接見。倫敦警務處特別分部曾秘密跟蹤愛德華和辛普森夫人，了解二人的關係、辨認「秘密戀人」、以及調查辛普森夫人的私生活。英國政府和國內建制派對於英國王位法定繼承人，被一名曾離婚且過往經歷不明的美國女性弄得神魂顛倒，感到非常焦慮。
1936年1月20日，愛德華八世正式登基繼位英國國王和印度皇帝。辛普森夫人自此以國王貴賓的身份，更頻繁出席官方活動。不過王室出勤記錄卻不見辛普森夫人的丈夫名字，引起外界猜測。同年夏天，國王未有按慣例到巴爾莫勒爾城堡渡假，而是與辛普森夫人到地中海東部。歐美報章廣泛報道國王出行，相反英國傳媒自我噤聲、極其低調。至於得悉外電報導的加拿大人和海外英僑，對於國王的舉動感到非常震驚。

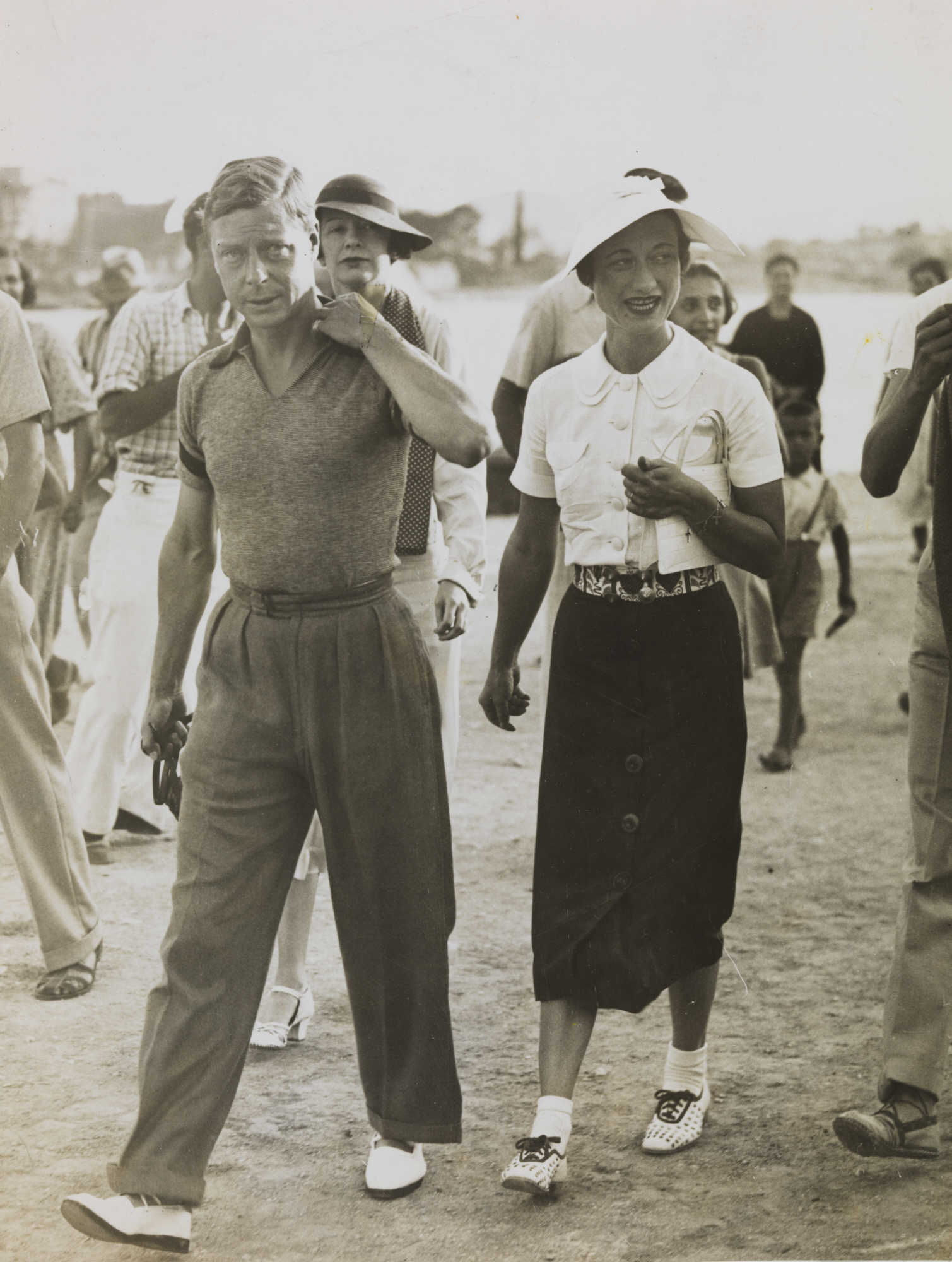
1936年，愛德華八世與華莉絲·辛普森身處地中海

10月或之前，上流社會和外國社會流傳當辛普森夫人正式離婚後，愛德華將盡快娶對方。同月尾，辛普森夫人提出離婚，美國傳媒報導她與國王成婚在即。國王私人秘書亞歷山大·夏廷治於11月13日上奏英皇陛下，警告「英國傳媒不可能一直不報導陛下與辛普森夫人的友誼……單憑有直率報導事件的外地的英國臣民信函判斷，事件將帶來災難性後果。」數名英國資深大臣得悉夏廷治進諫之意後，可能曾協助草擬信件。
11月16日，愛德華八世邀請首相斯坦利·鲍德温入宮，告知對方有意娶華莉絲為妻。鮑德溫明言人民不會接受此等婚姻：「王后将母仪天下，故須聽取百姓就王后人選的意見。」時任澳洲駐倫敦公使、時任澳大利亞總理斯坦利·布鲁斯也持相同意見，他曾在夏廷治致函國王當日會見對方。布魯斯也在寫給鮑德溫的信中，表明對國王與華莉絲的婚姻深感可怕。
12月1日，巴拉福特主教歐佛·寶倫在主教會議上發言，暗示愛德華八世需要主恩：「我們希望他明白自己的需求，在座部份人盼望他就自己的警覺性帶來更多正面訊號。」翌日，英國傳媒打破沉默，在頭版大幅度報導首位公眾人物就當前危機發表公開言論。後來主教澄清，撰稿之時並不知悉華莉絲一事。12月4日，華莉絲在王室職員建議下離開英國、前赴法國南部，避開記者的頻繁追訪。愛德華八世與華莉絲道別之時非常傷心，愛德華告知她「朕不會離棄你」。

## 反對聲浪
愛德華登基後推動自身的親民和現代化，雖然獲得公眾歡迎，卻失去建制派的支持。愛德華又輕視傳統禮數，忽視社會規範與風俗，觸怒貴族。因此，愛德華與華莉絲的婚姻引爆多方怒氣。

### 社會與道德
內閣大臣和王室發現華莉絲·辛普森的家庭背景和習慣不符合王后應有的典範，社會上亦流傳有關她的傳言和暗嘲。瑪麗王太后甚至被告知，辛普森夫人透過在華人妓寨所學，成功令兒子的性功能障礙得以病除，夫人或因此性控制兒子。坎特伯雷大主教牧師亞倫·當也部分同意有關說法，懷疑國王「可能因為被辛夫人控制而性失常」。愛德華八世的官方傳記作家菲臘·施迦提到，二人之間「必定有某種性虐戀關係」，愛德華「享受被她誘惑和欺負」。
跟蹤辛普森夫人的探員報告指，辛普森夫人亦與一位有夫之妻、汽車維修員佳·振杜迪發展戀情。此份報告相信已傳閱給多名建制派中人，包括王室成員。美國駐英國大使約瑟夫·甘迺迪形容辛普森夫人是「蕩婦」，妻子露絲也拒絕與她共進晚餐。
華莉絲被認為只是為了錢財而接近愛德華；國王侍從官就曾寫道，華莉絲「錢財到手後」就會離開國王。時任財政大臣内维尔·张伯伦在日記批評她並非愛上國王，而是一個「只為一己私利而利用國王的極其無恥婦人」，又斥責她揮霍無度。
由於战間期的英美關係不太美滿，因此大部分英國人不願接受美籍王后。與此同時，英國上流社會部份人蔑視美國人，認為他們地位低下。相反，美國輿論和傳媒都支持二人的婚姻。

### 宗教與法律
當時英國聖公會不容許已離婚男女在喪偶前，於教堂行禮再婚。國王作為教會的最高名義領袖，亦須遵守此等教條。教會在1935年重申：「任何情況下，基督徒在前妻或前夫在世時均不能再婚」。坎特伯雷大主教郝武·蘭相信，作為英國聖公會領袖的國王不能與已離婚男女成婚。若果愛德華最終娶華莉絲的話，對方將會有兩名在世前夫，違反教義和教會領袖的職責。
華莉絲在美國以「感情不合」為由首次離婚，但不獲聖公會承認，即使興訟也可能不獲英格蘭法律承認。時英格蘭法律和教會均只容許通奸為由離婚，因此第二段婚姻和與愛德華的第三段婚姻都被或會被視為重婚和無效。

### 政治

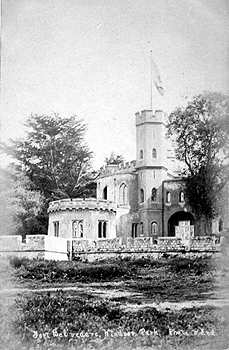
温莎大公园貝維德堡是愛德華的王居

愛德華出巡威爾斯，探訪受大蕭條影響的礦工村民時，指出「有些事必須要做」，令民選政治人物擔心立憲君主會插手政務。樞密院議長拉姆齊·麥克唐納曾寫道：「此等冒險行為應被限制，此乃入侵政界並應依憲法審視。」縱然此番聖旨令愛德華備受威爾斯民眾愛戴，他卻因婉拒親臨鴨巴甸皇家醫院新翼開幕儀式，而令蘇格蘭百姓怨聲載道。愛德華解釋是因為他正悼念父王，但翌日被傳媒發現，愛德華是為了陪華莉絲渡假而拒絕出席儀式。
愛德華还是威爾士親王時曾形容工黨郡議員為「怪人」，又高調反對政府政策。登基為國王後，又屢屢不聽大臣意見，包括反對制裁入侵埃塞俄比亞的意大利，拒絕接見被廢的埃塞俄比亞皇帝，又不支持加強國際聯盟。
英國政府得悉華莉絲可能是納粹德國特工後，更加反對二人婚事並對國王不滿。一份被外交部截獲的德國駐英國大使约阿希姆·冯·里宾特洛甫電報顯示，大使強烈認為反對婚姻的主要動機是「擊倒透過辛普森夫人工作的親德勢力」。有傳華莉絲能夠取閱愛德華放在貝維德堡的政府機密文件。而當愛德華退位時，流亡法國的華莉絲保鏢向唐寧街報告指，華莉絲可能「急赴德國」。

## 可行選項
上述一切的爭論和傳言，令建制派堅信華莉絲不能成為王后。首相斯坦利·鲍德温諫言指出，內閣大臣以至大多數民眾均反對陛下娶華莉絲；若然陛下堅持違背大臣建議，內閣將會總辭。國王後來回憶道，「我計劃當辛普森夫人可以自由地嫁人後，盡快娶她為妻」，「若果政府反對這門婚事，就如首相提出的理據去說服我會發生，那麼我已準備好走」。鮑德溫得悉國王的退位建議後「感到驚訝」，並在國王的壓力下，同意深入研究三個選項：
1. 王室婚姻：愛德華與辛普森夫人結婚後，夫人成為王后；
2. 貴賤通婚：愛德華與辛普森夫人結婚後，夫人獲賦予礼称但不會成為王后；
3. 陛下逊位：愛德華及其子女放棄王位，容許他不受憲制規限而決定婚姻。

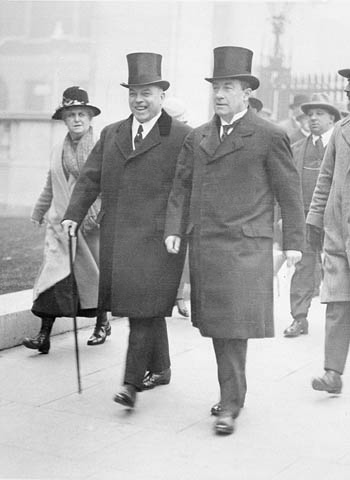
1926年的加拿大總理威廉·莱昂·麦肯齐·金（左）及英國首相斯坦利·鲍德温（右）

貴賤通婚在歐洲曾經發生，包括愛德華的太祖父符騰堡的亞歷山大公爵，但英國國內沒有先例。英國又與五個自治領政府（澳洲、加拿大、新西蘭、南非和愛爾蘭自由邦）商討，大多數同意「選項三沒有替代方案」。加拿大總理威廉·莱昂·麦肯齐·金、澳洲總理约瑟夫·莱昂斯、南非總理巴里·赫尔佐格反對選項一和二。麥肯齊·金告知愛德華「做他認為對的事」，加拿大政府呼籲國王將職責放先、對辛普森夫人的感情放後。加拿大總督迪斯梅勳爵告知白金漢宮和鮑德溫，縱然加拿大人深愛國王，但若愛德華娶了一個離婚女士，加拿大公眾將會感到憤怒。新西蘭總理迈克尔·约瑟夫·萨瓦奇拒絕選項一，認為選項二「或許可行」，但強調最終仍然「由主家政府的決定主導」。愛爾蘭自由邦行政局主席埃蒙·德·瓦莱拉與英廷溝通時強調，愛爾蘭自由邦作為羅馬天主教國家並不承認離婚，假設英國百姓不接受華莉絲的話，國王退位是唯一可行辦法。11月24日，鮑德溫與三名英國反對派高層商討事宜，反對黨領袖克莱门特·艾德礼和自由黨黨魁雅池博·冼奇爵士同意選項一和二皆不可接受，温斯顿·丘吉尔則承諾支持政府。
不過邱吉爾最終未有守諾言，他在7月建議國王法律顧問禾特·蒙頓反對離婚但被無視。隨著二人婚姻曝光，邱吉爾開始要求鮑德溫和國王延遲作出決定，並須諮詢國會和百姓。邱吉爾又私下致函《泰晤士报》編輯謝菲利·杜森，說明他的提案能夠換取時間，而國王可能會失去對辛普森夫人的感情。鮑德溫拒絕邱吉爾的要求，可能是因為他希望盡快解決危機。國王支持者指控鮑德溫、杜森和郝武·蘭三人有陰謀。皇家醫師伯臻·杜森可能曾牽涉逼使首相以心臟疾病為由掛冠退休的計劃，但他最終承認心电图顯示鮑德溫的心臟健康。
國王的政治支持力量不高，而邱吉爾、法西斯聯盟的奥斯瓦尔德·莫斯利和共產黨人等的支持者也不是來自主流政黨。前首相大衛·勞合·喬治支持國王但不喜歡辛普森夫人，但因為與情婦法蘭西絲·史芬遜到牙买加渡假，而未有積極插手危機，12月初，有傳言指邱吉爾將組織和領導「國王黨」，但邱吉爾無意組織保王運動，且保王派未能集中力量，最終失敗告終。這些傳言無疑是鼓勵國王干涉政治，不僅令國會議員感到可怕，更是嚴重打擊國王和邱吉爾的形象。
從信件和日記可判斷，工人階級和退役軍人是國王的主要支持者；而中間和上流社會則傾向反對愛德華。《泰晤士报》、《晨報》、《每日先驅報》，以及《每日电讯报》等琴利勳爵控制的報章都反對這場婚事；比華博勳爵的《快報》和羅特美勳爵的《郵報》則傾向支持貴賤通婚。國王估計反對婚事的報章發行量約為850萬、支持的為1,250萬。
12月3日，愛德華與鮑德溫見面時「激烈」爭辯。獲邱吉爾和比華博支持的愛德華提出，在英国广播公司廣播聖意，以「古老慣例」讓國王「向他的臣民發表公開講話」。愛德華計劃告知聽眾「朕仍是座右銘為『吾役』（我服務）的同一人」，且盼望繼續為王。若被迫退位的話，則希望與辛普森夫人通婚後，能重新登基。演辭其中一段如下：
|  | 朕與辛普森夫人皆未嘗堅持夫人做王后，朕只望寡人的美滿婚姻能給予夫人應有銜頭與名分。 今朕有信心告知，朕宜暫別汝等一時，讓汝等靜思朕言，但勿過延。 |

鮑德溫以演辭嚴重違反憲制原則為由，拒絕讓王上發表演說。按慣例，國王只可在諮詢大臣後行事。但愛德華為激起反政府民意，而試圖違背具約束力的朝廷意見、單獨行事。大臣認為言辭揭露愛德華鄙視憲制慣例，王位的政治中立岌岌可危。內閣辦公廳2013年解封的檔案揭露，時任內政大臣約翰·西門爵士曾在愛德華決定退位前，下令郵政總局截取貝維德堡與白金漢宮之間和歐洲大陸之間的電話通訊。
愛德華得悉王位與娶華莉絲為妻不可兼得，透過廣播陳辭理據又因憲制所限而不能成事。深陷此境的愛德華，最終在12月5日選擇了第三個選項──退位。

## 離婚
1936年10月27日，辛普森夫人離婚聆訊的代表律師輝奧多·郭德擔心，「愛國」市民有機會成功介入聆訊、阻止離婚。由於法院未能頒下協作離婚裁決（即雙方同意的離婚），因此案件以無抗辯有過錯離婚形式處理，男方為被告，而女方為受害者。若然市民介入能證明辛普森夫人涉嫌串謀「假離婚」（例如密謀或偽裝通姦），則離婚聆訊會失敗。12月7日，國王得悉郭德準備乘機赴南法見華莉絲，遂召其入宮，明言禁其出行，擔心會令華莉絲改變心意。郭德及後直往首相府，鮑德溫隨後為他準備飛機，起程往戛纳。
郭德抵達後警告華莉絲，市民介入案件的情況應該會出現，且有機會成功，而他的職責就是建議她放棄離婚訴訟。華莉絲拒絕，但二人致電告知國王，華莉絲願意為保愛德華王位而分手。但國王已經下定決心，即使不能與華莉絲成為夫婦，也要放棄王位；而當時外界也相信國王退位將是無可避免的。郭德提到，縱然華莉絲準備好盡全力解決情況，但愛德華八世去意已定。
由於郭德心臟虛弱且未曾搭飛機，因此他帶同他的醫生威廉·區活搭機。由於區活駐紮產科醫院，因此外界誤以為華莉絲有孕，甚至有傳準備墮胎，所以傳媒鋪天蓋地報導華莉絲的代表律師帶同婦科醫生（實為區活）和麻醉師（實為郭德的文員）赴法見華莉絲。

## 退位

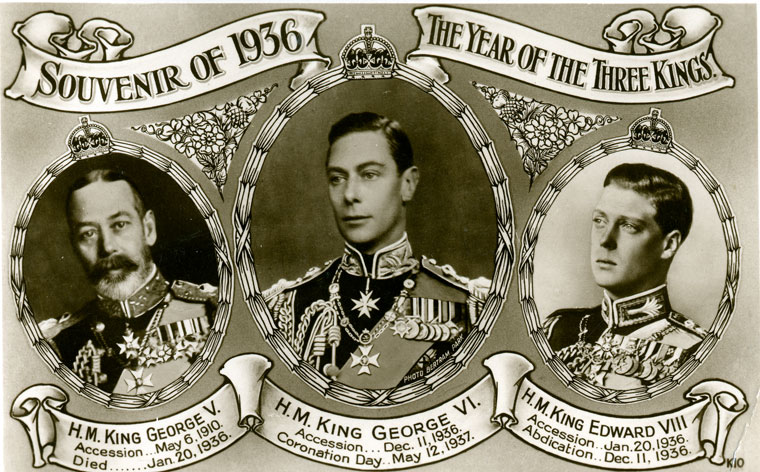
1936年的「三王之年」明信片

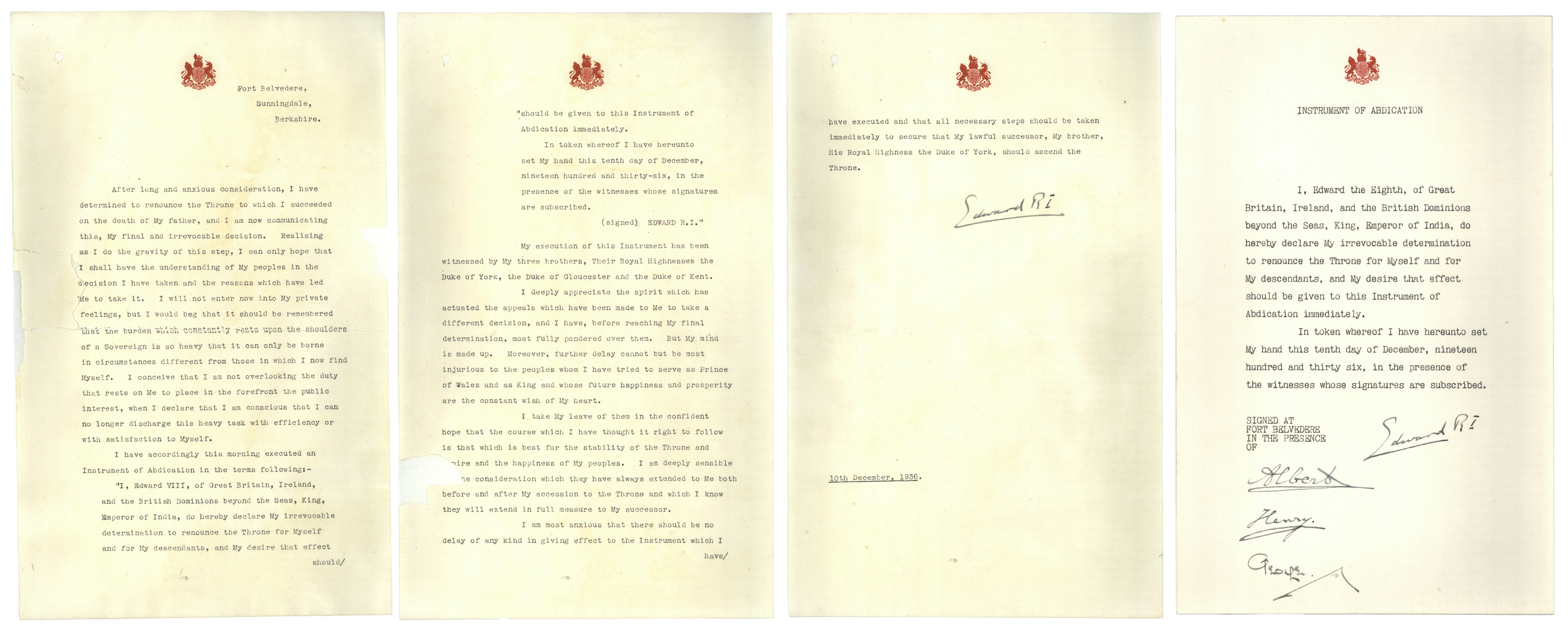
愛德華八世的退位聲明

12月10日，愛德華在眺望堡簽署退位備忘，他的三個弟弟約克公爵亞厘畢王子（後登基為乔治六世）、告羅士打公爵亨利王子和根德公爵佐治王子亦有簽署。翌日，《1936年英皇陛下退位宣言法令》成為愛德華最後一份御准法令。法案成法後，退位詔書正式生效。根據《1931年西敏法規》，英国君主同时享有自治領王位。英國政府希望自治領接受自己的行動，雖屬權宜之計但可避免尷尬，不過自治領要求愛德華退位須得到各國同意。《法規》亦規定，英國國會通過的法令可應自治領請求而成為當地法律。澳洲、加拿大、南非和新西蘭都提出請求，當時正舉行會議的澳洲國會表決批准法令，而其餘三國則因國會休會而由政府批准。愛爾蘭自由邦政府則藉此機會加速改制共和，國會先在12月11日通過修訂憲法，刪除涉及國王王位的條文及廢除愛爾蘭自由邦總督一職；翌日通過承認愛德華退位的《1936年行政權力（對外關係）法令》。南非則通過《1937年國王愛德華八世陛下退位法令》，宣布愛德華的退位在1936年12月10日於當地生效。加拿大亦通過《1937年王位繼承法令》，確認愛德華退位。
愛德華的支持者認為，國王「被騙徒首腦鮑德溫趕離王位」，但建制派則放下心頭大石。麥肯齊·金在1936年12月8日的日記中寫道，愛德華的「是非之心被他多年的興奮生活泯滅得七七八八」。當他得悉愛德華最終選擇退位後，他又寫道「他若是那種人就最好不要繼續把持王位」。愛德華助理私人秘書亞倫·黎素曾在1927年向鮑德溫表示：「我不禁想到，對他和國家最好的，是讓他傷害自己。」
12月11日，愛德華以「愛德華王子殿下」名義在溫莎城堡發表演說，談及自己未能在「沒有我心愛的女人」支持下如願履職。演辭經邱吉爾修飾，語調溫和，並經英國廣播公司廣播。翌日，愛德華離開英國，前往奥地利。
愛德華八世是在位時間最短的聯合王國君主，歷時僅326日，也是不列顛群島歷史上任期短於一年的君主之一，不列顛群島歷史上任期最短的是「九日女王」简·格雷。

## 後續

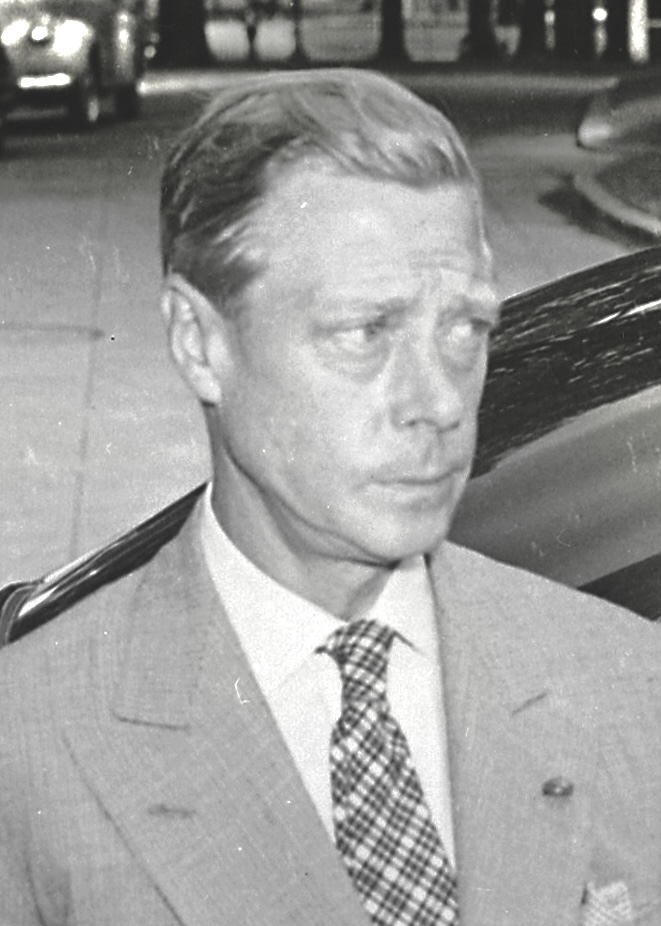
1945年的溫莎公爵

1936年12月12日，佐治六世賦予兄长愛德華溫莎公爵爵位和殿下尊稱。翌年5月3日，辛普森夫人的離婚程序正式完成，但因非常低調而只有少量報章有報導，其中《泰晤士报》只用一句輕輕帶過；愛德華同日離開奧地利。
6月3日，愛德華與華莉絲在法國成婚，華莉絲成為溫莎公爵夫人。佐治六世卻頒發制誥，禁止她被尊稱殿下，引起愛德華不滿。兩夫婦定居法國後，愛德華獲佐治六世給予免稅津貼，又透過售賣巴爾莫勒爾城堡和桑德灵厄姆府給佐治六世而賺了一筆。
1937年10月，公爵伉儷無視英國政府意見，訪問德國，並在上薩爾茨堡會見德國元首阿道夫·希特勒，期間更行納粹禮；德國傳媒大肆報導愛德華夫婦的行程。愛德華在1966年12月13日《紐約每日新聞》和《芝加哥論壇報》的文章中寫道，當時希特拉勸他「鼓勵德國攻擊東方並永遠擊潰共產主義，有利於對英國和歐洲」，「我以為納粹與赤色分子互相猛打時，其他人可以做騎牆派」。
1939年9月，第二次世界大战開打，愛德華被委派至法國的英軍特派團。1940年2月，德國駐海牙大使朱廖斯·馮·錫-博卡蘇達聲稱，愛德華曾外洩盟軍保衛比利時的計劃。同年5月，德國入侵法國北部後，公爵伉儷逃往里斯本。及後以維特·施倫貝格為首的納粹特工發起威利行動，試圖慫恿公爵離開葡萄牙但不果，又曾盤算綁架他。歌德覺勳爵警告時任首相邱吉爾，公爵是「著名的親納粹分子」，「可能會成為陰謀的主角」。邱吉爾警告公爵若不返回英國，就可能會被送上軍事法庭。
7月，愛德華獲任命為巴哈馬總督。愛德華據報曾言，戰後希特拉將打倒美國人，我們將接手，英國人「不愿奉我為王，但我將以領袖身份回歸」，「若希特拉被推翻，對世界而言會是慘劇」。這些言論令公眾更相信公爵伉儷同情納粹，而逼使愛德華退位意味成功阻止王位被一名政見極端的人所把持。至於當時社會為何出現不同陰謀論，例如愛德華會是英國威脅以及退位是政治逼害，主因或是愛德華退位欠缺詳細解釋，百姓唯有猜測當中來龍去脈；當中部分流言蜚語，至今無從稽考、無法證實。1945年5月，美軍在馬爾堡發掘出一系列文件，揭露納粹德國曾試圖幫助溫莎公爵復辟，從而拉攏他為軸心國陣容站台，以迫使英國坐上談判桌。
1972年，愛德華在巴黎溫莎別墅離世，享年77歲；妻子在1986年亦離世。二人沒有留下子嗣，溫莎公爵爵位也隨之絕嗣。

## 引用
1. ↑  , British Broadcasting Corporation, 2009-06-23  [2020-10-11], （原始内容存档于2017-08-25）
2. 1 2 3 4 5 6  Heard 1990
3. ↑  Ziegler 1991，第233頁
4. ↑  Windsor 1951，第255頁
5. ↑  Bradford 1989，第142頁
6. ↑  Bowcott & Bates 2003
7. ↑  Ziegler 1991，第231–234頁
8. ↑  Broad 1961，第37頁
9. ↑  Broad 1961，第47頁
10. ↑  Beaverbrook 1966，第28–33頁
11. ↑  Windsor 1951，第314頁
12. ↑  Ziegler 1991，第292–295頁
13. ↑  Broad 1961，第56頁
14. ↑  Williams 2003，第85頁
15. ↑  Broad 1961，第71頁
16. ↑  Williams 2003，第93–94頁
17. ↑  Broad 1961，第75頁
18. ↑  Williams 2003，第101頁
19. ↑  Williams 2003，第134頁
20. ↑  Williams 2003，第146頁
21. ↑  Williams 2003，第149–151頁
22. ↑  Williams 2003，第8–11頁
23. ↑  Windsor 1951，第136頁
24. ↑  Windsor 1951，第301頁
25. ↑  Beaverbrook 1966，第14頁
26. ↑  Williams 2003，第70–71頁
27. ↑  Williams 2003，第40頁引用的弗吉尼亚·吴尔夫日記等文獻
28. ↑  Ziegler 1991，第236頁
29. ↑  Howarth 1987，第61頁
30. ↑  Jones 2003
31. ↑  Williams 2003，第96–97頁
32. ↑  Vickers 2006，第163頁
33. ↑  Vickers 2006，第185頁
34. ↑  Ziegler 1991，第234頁引用的約翰·魏德（英语：John Aird (equerry)）日記
35. ↑  Ziegler 1991，第312頁
36. ↑  Pope-Hennessy 1959，第574頁
37. ↑  Williams 2003，第40–41頁
38. ↑  Williams 2003，第266頁
39. ↑  Williams 2003，第90頁; Ziegler 1991，第296頁.
40. ↑  Holmes 2016，第44頁
41. ↑  Machin 1991，第68–81頁
42. ↑  , Times Magazine, 1981-07-20  [2010-05-02], （原始内容存档于2013-08-26）
43. ↑  Laliberte 2020
44. ↑  Weir 1996，第152–154頁
45. ↑  Phillips，第9–12頁
46. ↑  Bradford 1989，第241頁
47. ↑  Windsor 1951，第338頁
48. ↑  Williams 2003，第60頁引用的拉姆齊·麥克唐納日記
49. ↑  Williams 2003，第59頁等
50. ↑  Vickers 2006，第140頁
51. ↑  Ziegler 1991，第288頁
52. ↑  Windsor 2003，第253頁
53. ↑  Beaverbrook 1966，第20頁
54. ↑  Ziegler 1991，第271–272頁
55. ↑  Howarth 1987，第62頁
56. ↑  Williams 2003，第196–197頁; Ziegler 1991，第273–274頁.
57. ↑  Bowcott & Bates 2003b
58. 1 2  Windsor 1951，第332頁
59. ↑  Bradford 1989，第188頁引述埃蒙·德·瓦莱拉
60. 1 2  , Library and Archives Canada: 555, 1936-12-08  [2020-09-25], （原始内容存档于2021-03-13）
61. ↑  Hubbard 1977，第187頁
62. ↑  Williams 2003，第130頁
63. ↑  Williams 2003，第130–131頁
64. ↑  Williams 2003，第113頁
65. ↑  Williams 2003，第173頁
66. ↑  Ziegler 1991，第291頁
67. ↑  Williams 2003，第173–176頁
68. ↑  Williams 2003，第177頁
69. ↑  Evans 1968，第219頁
70. ↑  Evans 1968，第221頁
71. ↑  Williams 2003，第179–181頁
72. ↑  Williams 2003，第198–199頁
73. ↑  Williams 2003，第181–182頁
74. ↑  Williams 2003，第199–200頁
75. ↑  Williams 2003，第138-144頁等文獻
76. ↑  Beaverbrook 1966，第68頁
77. ↑  Broad 1961，第188頁
78. 1 2  Ziegler 1991，第308頁
79. ↑  Windsor 1951，第373頁
80. 1 2 3 4  Casciani 2003
81. ↑  Windsor 1951，第361頁
82. ↑  Beaverbrook 1966，第71頁
83. ↑  Williams 2003，第156頁
84. ↑  Norton-Taylor 2013
85. ↑  Windsor 1951，第378–379頁
86. ↑  Windsor 1951，第386–387頁
87. 1 2 3  Cretney 2003，第26ff.頁
88. ↑  Norton-Taylor & Evans 2000
89. ↑  , 時代雜誌, 1936-12-21  [2010-05-02], （原始内容存档于2013-06-25）
90. ↑  Beaverbrook 1966，第81頁
91. ↑  Williams 2003，第217頁
92. ↑  Windsor 1951，第407頁
93. ↑  . 倫敦憲報. 1936-12-15.
94. ↑  Twomey 2014
95. ↑  , 愛爾蘭政府,   [2010-05-02], （原始内容存档于2013-09-27）
96. ↑  , 愛爾蘭政府,   [2010-05-02], （原始内容存档于2013-10-31）
97. ↑  Williams 2003，第241頁引述大衛·萊德·佐治
98. ↑  , 加拿大国家图书馆暨档案馆: 561, 1936-12-09  [2020-09-25], （原始内容存档于2017-01-03）
99. ↑  Vickers 1989
100. ↑  Hart-Davis 1989
101. ↑  Windsor 1951，第409–413頁
102. ↑  Windsor 1951，第413頁
103. ↑  Ziegler 1991，第331頁
104. ↑  Stuart 1975，第192–193頁
105. 1 2  Ziegler 1991，第336頁
106. ↑  . 倫敦憲報. 1936-12-15.
107. ↑  . 泰晤士报. 1937-05-03: 11.
108. ↑  . 泰晤士报. 1937-05-04: 5 col. C.
109. ↑  Ziegler 1991，第529頁
110. ↑  Roberts 2000，第53頁
111. 1 2  Ziegler 1991，第376–378頁
112. ↑  Donaldson, 1974 & 331–332
113. ↑  . 芝加哥論壇報. 1966-12-13: 2  [2020-10-11]. （原始内容存档于2021-03-13）.
114. ↑  Matthew 2004
115. ↑  Bradford 1989，第434頁引用的, D VIII
116. ↑  Bloch 1982，第91頁
117. ↑  Bloch 1982，第86, 102頁
118. ↑  Ziegler 1991，第430–432頁
119. ↑  Ziegler 1991，第434頁
120. ↑  Bloch 1982，第93頁
121. ↑  Bloch 1982，第93–94、98–103、119頁
122. 1 2  Walker 2003
123. ↑  Ziegler 1991，第434ff.頁
124. ↑  Williamson 2007
125. ↑  . The National Archives of the United Kingdom.   [August 14, 2018].
126. ↑  . 1986-04-29  [2020-10-14]. （原始内容存档于2007-12-30） （英国英语）.

## 延伸閱讀
- 英國國會檔案館的《1936年國王陛下退位宣言法令》網絡版 （页面存档备份，存于）（英文）